# Italské fotbalové mistrovství 1899
Druhý ročník Campionato Italiano di Football 1899 se konal od 2. dubna do 16. dubna roku 1899. Turnaje se účastnilo 5 klubů. Soutěž ovládl klub Janov CFC, který jí vyhrál již podruhé v řadě.
Formát turnaje zahrnoval dvě regionální vyřazovací kola, jedno ligurské a jedno piemontské. Ligurské vyřazovací kola, které přisoudilo jedno z míst ve finále, se však nemohlo konat po odstoupení nováčka Liguria FBC, což umožnilo úřadujícím šampionům Janova automatický postup do finále. Piemontské vyřazovací kola se naopak střetlo se dvěma poraženými semifinalisty z předchozí sezóny: vítěz se kvalifikoval do semifinále, do kterého byl po právu vpuštěn Inter Turín, poražený finalista prvního šampionátu. Celý turnaj vyhrál obhájce titulu Janov, který finále vyhrál 3:1.

## Účastníci šampionátu
| Klub        | Město | Provincie |
| ----------- | ----- | --------- |
| Janov CAC   | Janov | Ligurie   |
| Liguria FBC | Janov | Ligurie   |
| FC Torinese | Turín | Piemont   |
| SG di Turín | Turín | Piemont   |
| Inter Turín | Turín | Piemont   |

## Zápasy

### Kvalifikační kolo
| Kvalifikační kolo 2. duben 1899 | SG di Turín | 2 – 0 v prodl. | FC Torinese | Campo di Piazza d'Armi di Torino, Turín |  |  |
| 15:30 SELČ                      | ?           |                |             |                                         |  |  |
|                                 |             |                |             |                                         |  |  |

### Semifinále
| Semifinále 9. duben 1899 | Inter Turín                | 2 – 0 | SG di Turín | Campo di Piazza d'Armi di Torino, Turín |  |  |
| 16:00 SELČ               | Edoardo Bosio Albert Weber |       |             |                                         |  |  |
|                          |                            |       |             |                                         |  |  |

### Finále
| Finále 16. duben 1899 | Janov                                             | 3 – 1 | Inter Turín  | Campo sportivo di Ponte Carrega, Janov |  |  |
| 16:00 SELČ            | James Spensley Henri Dapples Norman Victor Leaver |       | Albert Weber | Diváci: 150                            |  |  |
|                       |                                                   |       |              |                                        |  |  |

## Vítěz
| Campionato Nazionale di Football 1899 Vítěz pro rok 1899 |
| -------------------------------------------------------- |
| Janov CFC                                                |
|                                                          |